# Немачка на Европском првенству у атлетици у дворани 2015.
Немачка је учествовала на 33. Европском првенству у дворани 2015 одржаном у Прагу, Чешка, од 5. до 8. марта. Ово је било дванаесто европско првенство у атлетици у дворани од његовог оснивања 1992. године на којем је Немачка први пут учествовала под овим именом. Репрезентацију Немачке представљало је 39 спортиста, који су се такмичили у 20 дисциплина (11 мушких и 9 женских).
На овом првенству Немачка је заузела шесто место по броју освојених медаља са једном златном, три сребрне и две бронзане медаље. У табели успешности према броју и пласману такмичара који су учествовали у финалним такмичењима (првих 8 такмичара) Немачка је са 19 учесника у финалу заузела друго место са 86 бодова, од 33 земље које су имале представнике у финалу. Укупно је учествовало 49 земаља.
| Пл. | Земља   | 1. место | 2. место | 3. место | 4. место | 5. место | 6. место | 7. место | 8. место | Бр. фин. Бод. |
| --- | ------- | -------- | -------- | -------- | -------- | -------- | -------- | -------- | -------- | ------------- |
| 2.  | Немачка | 1 - 8    | 3 - 21   | 2 - 12   | 4 - 20   | 3 - 12   | 3 - 9    | 1 - 2    | 2 - 2    | 19 - 86       |

## Учесници
| Мушкарци: - Кристијан Блум — 60 м - Лукас Јакубчик — 60 м - Јулијан Ројс — 60 м - Александер Гладиц — 400 м - Робин Шембера — 800 м - Хомију Тесфаје — 1.500 м - Флоријан Орт — 3.000 м - Рихард Рингер — 3.000 м - Клеменс Бланштајн — 3.000 м - Ерик Балнувајт — 60 м препоне - Mateusz Przybylko — Скок увис - Тобијас Шербарт — Скок мотком - Карло Пех — Скок мотком - Џулијан Хауард — Скок удаљ - Max Heс — Скок удаљ - Алин Камара — Скок удаљ - Давид Шторл — Бацање кугле - Кристијан Јагуш — Бацање кугле - Тобијас Дам — Бацање кугле - Матијас Бругер — Седмобој - Артур Абеле — Седмобој | Жене: - Верена Зајлер — 60 м - Ребека Хазе — 60 м - Александра Бургхардт — 60 м - Рут Софија Шпелмајер — 400 м - Марен Кок — 3.000 м - Геза Фелиситас Краузе — 1.500 м, 3.000 м - Синди Роледер — 60 м препоне - Лиза Рицих — Скок мотком - Катарина Бауер — Скок мотком - Мартина Штруц — Скок мотком - Состен Могенара — Скок удаљ - Мелани Баушке — Скок удаљ - Ксенија Ачкинадзе — Скок удаљ - Кристин Гириш — Троскок - Катја Демут — Троскок - Лена Урбаниак — Бацање кугле - Динизе Хинрик — Бацање кугле - Каролин Шефер — Петобој |  |

## Освајачи медаља (6)

### Злато (1)
- Давид Шторл — Бацање кугле

### Сребро (3)
- Кристијан Блум — 60 м
- Артур Абеле — Седмобој
- Состен Могенара — Скок удаљ

### Бронза (2)
- Јулијан Ројс — 60 м
- Верена Зајлер — 60 м

## Резултати

### Мушкарци
| Атлетичар         | Дисциплина   | Лични рекорд | Квалификације | Квалификације | Полуфинале           | Полуфинале           | Финале               | Финале       | Детаљи |
| Атлетичар         | Дисциплина   | Лични рекорд | Резултат      | Место         | Резултат             | Место                | Резултат             | Место        | Детаљи |
| ----------------- | ------------ | ------------ | ------------- | ------------- | -------------------- | -------------------- | -------------------- | ------------ | ------ |
| Кристијан Блум    | 60 м         | 6,56         | 6,65          | 2 у гр. 3 КВ  | 6,60                 | 2 у пф. 2 кв         | 6,58                 |              |        |
| Лукас Јакубчик    | 60 м         | 6,56         | 6,62          | 1. у гр. 1 КВ | 6,59                 | 1 у гр. 1 КВ         | 6,62                 | 6 / 36 (37)  |        |
| Јулијан Ројс      | 60 м         | 6,56         | 6,62          | 1. у гр. 5 КВ | 6,62                 | 3. у пф. 3 кв        | 6,60 =ЛРС            |              |        |
| Александер Гладиц | 400 м        | 46,88        | 48,73         | 5 у гр. 6     | Није се квалификовао | Није се квалификовао | Није се квалификовао | 20 / 32 (33) |        |
| Робин Шембера     | 800 м        | 1:46,35      | 1:49,55       | 1. у гр. 4 КВ | 1:51,07              | 2. у пф. 3           | 1:47,83              | 5 / 40       |        |
| Хомију Тесфаје    | 1.500 м      | 3:34,13 НР   | 3:40,05       | 1 у гр. 1     |                      |                      | 3:39,08              | 4 / 28       |        |
| Флоријан Орт      | 3.000 м      | 7:49,48      | 7:51,16       | 7 у гр. 2 кв  | 7:51,02              | 8 / 25               |                      |              |        |
| Рихард Рингер     | 3.000 м      | 7:46,18      | 7:52,14       | 1. у гр. 1 КВ | 7:48,44              | 5 / 25               |                      |              |        |
| Клеменс Блајштајн | 3.000 м      | 7:53,61      | 7:53,33 ЛР    | 9 у гр. 1     | Није се квалификовао | 17 / 25              |                      |              |        |
| Ерик Балнувајт    | 60 м препоне | 7,54         | 7,62          | 2 у гр.4 КВ   | 7,59 ЛРС             | 3. у пф. 2 КВ        | 7,59 =ЛРС            | 4 / 27 (28)  |        |
| Mateusz Przybylko | Скок увис    | 2,26         | 2,14          | 22            |                      |                      | Није се квалификовао | 22 / 25 (26) |        |
| Тобијас Шербарт   | Скок мотком  | 5,76         | 5,70 =ЛР      | 3.            | 5,45                 | 8 / 20 (23)          |                      |              |        |
| Карло Пех         | Скок мотком  | 5,65         | 5,45          | 13.           | Није се квалификовао | 13 / 20 (23)         |                      |              |        |
| Џулијан Хауард    | Скок удаљ    | 8,04         | 7,65          | 13            | Није се квалификовао | 13 / 23 (24)         |                      |              |        |
| Max Heс           | Скок удаљ    | 8,03         | 7,71          | 11            | Није се квалификовао | 11 / 23 (24)         |                      |              |        |
| Алин Камара       | Скок удаљ    | 7,97         | 7,79          | 7 КВ          | 7,70                 | 7 /23 (24)           |                      |              |        |
| Давид Шторл       | Бацање кугле | 21,88        | 21,23         | 1 КВ          | 21,23                |                      |                      |              |        |
| Тобијас Дам       | Бацање кугле | 19,76        | 19,97         | 8 КВ          | 19,58                | 8 / 27 (33)          |                      |              |        |
| Кристијан Јагуш   | Бацање кугле | 19,87        | 19,11         | 18            | Није се квалификовао | 18 / 27 (33)         |                      |              |        |

#### Седмобој
| Дисциплина   | Матијас Бругер | Матијас Бругер | Матијас Бругер | Матијас Бругер | Матијас Бругер | Матијас Бругер |
| Дисциплина   | Лич. рек.      | Рез.           | Бод.           | Плас.          | Укупно         | Плас.          |
| ------------ | -------------- | -------------- | -------------- | -------------- | -------------- | -------------- |
| 60 м         | 7,06           | 7,05 ЛР        | 865            | 10             |                | 10.            |
| Скок удаљ    | 7,06           | 6.99           | 811            | 11.            | 1.676          | 11.            |
| Бацање кугле | 15,39          | 15,25          | 805            | 2.             | 2.481          | 6.             |
| Скок увис    | 1,96           | 1,95           | 758            | 12.            | 3.239          | 8.             |
| 60 препоне   | 8,15           | 8,26           | 917            | 13.            | 4.156          | 10.            |
| Скок мотком  | 5,00           | 4,80           | 849            | 9.             | 5.005          | 12.            |
| 1.000 м      | 2:41,99        | 2:42,92        | 841            | 5.             | 5.846          | 11.            |
| Укупно       | 5.975          | -              |                |                | 5.846          | 11 / 12 (15)   |

| Дисциплина   | Артур Абеле | Артур Абеле | Артур Абеле | Артур Абеле | Артур Абеле | Артур Абеле |
| Дисциплина   | Лич. рек.   | Рез.        | Бод.        | Плас.       | Укупно      | Плас.       |
| ------------ | ----------- | ----------- | ----------- | ----------- | ----------- | ----------- |
| 60 м         | 7,06        | 6,93 ЛР     | 907         | 1.          |             | 1.          |
| Скок удаљ    | 7,28        | 7,56 ЛР     | 950         | 3.          | 1.857       | 2.          |
| Бацање кугле | 14,16       | 15,54 ЛР    | 823         | 1.          | 2.680       | 1.          |
| Скок увис    | 1,85        | 1,92 ЛР     | 731         | 13.         | 3.411       | 2.          |
| 60 препоне   | 7,87        | 7,67 ЛР     | 1.066       | 1.          | 4.477       | 2.          |
| Скок мотком  | 4,70        | 4,90 ЛР     | 880         | 8           | 5.357       | 2.          |
| 1.000 м      | 2:44,65     | 2:35,64 ЛР  | 922         | 2.          | 6.279       | 2.          |
| Укупно       | 5.488       |             |             |             | 6.279 ЛР    |             |

### Жене
| Атлетичарка           | Дисциплина   | Лични рекорд | Квалификације | Квалификације | Полуфинале            | Полуфинале            | Финале                | Финале       | Детаљи |
| Атлетичарка           | Дисциплина   | Лични рекорд | Резултат      | Место         | Резултат              | Место                 | Резултат              | Место        | Детаљи |
| --------------------- | ------------ | ------------ | ------------- | ------------- | --------------------- | --------------------- | --------------------- | ------------ | ------ |
| Верена Зајлер         | 60 м         | 7,12         | 7,10 ЛР       | 1 у гр. 2 КВ  | 7,08 ЛР               | 1. у пф 3. КВ         | 7,09                  |              |        |
| Ребека Хазе           | 60 м         | 7,24         | 7,31          | 3 у гр. 5 КВ  | 7,25                  | 5 у пф. 1             | Нису се квалификовале | 11 / 37 (38) |        |
| Александра Бургхардт  | 60 м         | 7,24         | 7,23 ЛР       | 2. у гр. 3 КВ | 7,24                  | 3. у пф. 2            | Нису се квалификовале | 9 / 37 (38)  |        |
| Рут Софија Шпелмајер  | 400 м        | 52,87        | 53,81         | 3 у гр. 5     | Није се квалификовала | Није се квалификовала | Није се квалификовала | 17 / 28      |        |
| Геза Фелиситас Краузе | 1.500 м      | 4:12,46      |               |               |                       |                       | 4:15,40               | 5 / 11       |        |
| Геза Фелиситас Краузе | 3.000 м      | 9:00,25      | 9:11,01       | 9 у гр. 1     |                       |                       | Нису се квалификовале | 14 / 18 (19) |        |
| Марен Кок             | 3.000 м      | 8:57,87      | 9:20,79       | 7 у гр. 2.    | 17 / 18 (19)          |                       | Нису се квалификовале |              |        |
| Синди Роледер         | 60 м препоне | 7,95         | 8,07          | 2 у гр. 1 КВ  | 7,98 ЛРС              | 3 у пф. 2 КВ          | 7,93 ЛР               | 4. / 24 (26) |        |
| Лиза Рицих            | Скок мотком  | 4,72         | 4,55          | 8. кв         |                       |                       | НС                    | НС           |        |
| Катарина Бауер        | Скок мотком  | 4,60         | 4,60          | 6. КВ         | БП                    | БП                    |                       |              |        |
| Мартина Штруц         | Скок мотком  | 4,55         | 4,45          | 11            | Није се квалификовала | 11. / 22 (23)         | [ мртва веза ]        |              |        |
| Состен Могенара       | Скок удаљ    | 6,86         | 6,72          | 2. КВ         | 6,83 ЛРС              |                       |                       |              |        |
| Мелани Баушке         | Скок удаљ    | 6,68         | 6,53          | 8. кв         | 6,59                  | 6./ 22.               |                       |              |        |
| Ксенија Ачкинадзе     | Скок удаљ    | 6,56         | 6,29          | 14.           | Није се квалификовала | 14 / 22               |                       |              |        |
| Кристин Гириш         | Троскок      | 14,30        | 14,20         | 5. КВ         | 14,46 ЛР              | 4 / 22 (23)           |                       |              |        |
| Катја Демут           | Троскок      | 14,47 НР     | 13,81         | 11.           | Није се квалификовала | 11 / 22 (23)          |                       |              |        |
| Лена Урбаниак         | Бацање кугле | 17,79        | 16,49         | 11.           | Није се квалификовала | 11 / 14 (15)          |                       |              |        |
| Динизе Хинрик         | Бацање кугле | 19,63        | 16,78         | 8 КВ          | 17,35                 | 6 / 14 (15)           |                       |              |        |

#### Петобој
| Дисциплина   | Каролин Шефер | Каролин Шефер | Каролин Шефер | Каролин Шефер | Каролин Шефер | Каролин Шефер |
| Дисциплина   | Лич. рек.     | Резултат      | Бод.          | Плас.         | Укупно        | Плас.         |
| ------------ | ------------- | ------------- | ------------- | ------------- | ------------- | ------------- |
| 60 м препоне | 8,47          | 8,50          | 1.017         | 8.            |               | 8.            |
| Скок увис    | 1,80          | 1,77          | 941           | =12           | 1.958         | 11.           |
| Бацање кугле | 12,76         | 13,41 ЛР      | 755           | 12.           | 2.713         | 12.           |
| Скок удаљ    | 6,03          | 5,95 ЛРС      | 834           | 11.           | 3.547         | 12.           |
| 800 м        | 2:16,61       | НС            | 0             |               |               | НЗ            |
| Укупно       | 4.098         |               |               |               | НЗ            | БП            |